# Serra del Sil
La Serra del Sil és una serra situada al municipi de les Avellanes i Santa Linya a la comarca de la Noguera, amb una elevació màxima de 667 metres.